# Колот из Лампсака
Колот из Лампсака (др.-греч. Κολώτης Λαμψακηνός; около 320 до н. э. — после 268 до н. э.) — древнегреческий философ, один из наиболее известных учеников Эпикура.
Написал сочинение, которое содержало рассуждения «О том, что невозможно жить, если следовать учению других философов» (др.-греч. Περί του ὅτι κατὰ τὰ τῶν ἄλλων φιλοσόφων δόγματα οὐδὲ ζῆν ἐστιν), которое посвятил Птоломею IV. В опровержение его доводов Плутарх написал два сочинения: «Против Колота» и «О том, что, следуя Эпикуру, невозможно жить счастливо». Согласно Плутарху, Колот был умным, но тщеславным, строго следующим догматам, фанатичным философом. Он сильно критиковал Сократа и других великих философов. Он был любимым учеником Эпикура после смерти Метродора. Плутарх пишет, что, услышав рассуждения Эпикура о природе вещей, Колот пал на колени перед ним и умолял дать наставления. Он утверждал, что философы не должны использовать вымыслы в своих учениях, чему возражал Цицерон.
Несколько фрагментов произведений Колота были найдены на Вилле Папирусов возле Геркуланума. А именно: Против платоновского диалога Лисий и Против платоновского диалога Эвтидем. Колот был также учителем Менедема-киника (Диоген Лаэртский. VI, 102).